# Groot-Brittannië op de Olympische Zomerspelen 1984
Groot-Brittannië nam deel aan de Olympische Zomerspelen 1984 in Los Angeles, Verenigde Staten. Met vijf gouden, 11 zilveren en 21 bronzen medailles werd er beter gescoord dan de vorige editie.

## Medailleoverzicht
| Sport         | Olympiër | Discipline                 | Medaille |
| ------------- | --- | -------------------------- | -------- |
| Atletiek      | Sebastian Coe | 1500m (m)                  | Goud     |
| Atletiek      | Daley Thompson | tienkamp (m)               | Goud     |
| Atletiek      | Tessa Sanderson | speerwerpen (v)            | Goud     |
| Roeien        | Richard Budgett Martin Cross Adrian Ellison Andy Holmes Steve Redgrave | vier-met (m)               | Goud     |
| Schietsport   | Malcolm Cooper | 50m geweer 3 houdingen (m) | Goud     |
| Atletiek      | Sebastian Coe | 800m (m)                   | Zilver   |
| Atletiek      | Steve Cram | 1500m (m)                  | Zilver   |
| Atletiek      | Mike McLeod | 10000m (m)                 | Zilver   |
| Atletiek      | Kriss Akabusi Todd Bennett Phil Brown Garry Cook | 4x400m (m)                 | Zilver   |
| Atletiek      | David Ottley | speerwerpen (m)            | Zilver   |
| Atletiek      | Wendy Smith-Sly | 3000m (v)                  | Zilver   |
| Atletiek      | Shirley Strong | 100m horden (v)            | Zilver   |
| Judo          | Neil Adams | -78kg (m)                  | Zilver   |
| Paardensport  | Diana Clapham Lucinda Green Virginia Holgate-Leng Ian Stark | eventing team              | Zilver   |
| Paardensport  | Timothy Grubb Steven Smith John Whitaker Michael Whitaker | springconcours team        | Zilver   |
| Zwemmen       | Sarah Hardcastle | 400m vrije slag (m)        | Zilver   |
| Atletiek      | Charlie Spedding | marathon (m)               | Brons    |
| Atletiek      | Keith Connor | hink-stap-springen (m)     | Brons    |
| Atletiek      | Kathy Smallwood-Cook | 400m (v)                   | Brons    |
| Atletiek      | Beverley Goddard-Callender Heather Hunte Simmone Jacobs Kathy Smallwood-Cook | 4x100m (v)                 | Brons    |
| Atletiek      | Susan Hearnshaw | verspringen (v)            | Brons    |
| Atletiek      | Fatima Whitbread | speerwerpen (v)            | Brons    |
| Boksen        | Robert Wells | +91kg (m)                  | Brons    |
| Gewichtheffen | David Mercer | -90kg (m)                  | Brons    |
| Hockey        | Ian Taylor Veryan Pappin Stephen Martin Paul Barber Robert Cattrall Jon Potter Richard Dodds Billy McConnell Norman Hughes David Westcott Richard Leman Stephen Batchelor Sean Kerly James Duthie Kulbir Bhaura Mark Precious | mannen                     | Brons    |
| Judo          | Neil Eckersley | -60kg (m)                  | Brons    |
| Judo          | Kerrith Brown | -71kg (m)                  | Brons    |
| Paardensport  | Virginia Holgate-Leng | eventing individueel       | Brons    |
| Schietsport   | Barry Dagger | 10m luchtgeweer (m)        | Brons    |
| Schietsport   | Alister Allan | 50m geweer 3 houdingen (m) | Brons    |
| Schietsport   | Michael Sullivan | 50m geweer liggend (m)     | Brons    |
| Worstelen     | Noel Loban | -90kg (m)                  | Brons    |
| Zeilen        | Peter Allam Jonathan Richards | flying dutchman            | Brons    |
| Zwemmen       | Neil Cochran | 200m wisselslag (m)        | Brons    |
| Zwemmen       | Andrew Astbury Neil Cochran Paul Easter Paul Howe | 4x200m vrije slag (m)      | Brons    |
| Zwemmen       | June Croft | 400m vrije slag (v)        | Brons    |
| Zwemmen       | Sarah Hardcastle | 800m vrije slag (v)        | Brons    |

## Deelnemers en resultaten

### Atletiek
| Olympiër                                                                     | Discipline               | Resultaat | Prestatie |
| ---------------------------------------------------------------------------- | ------------------------ | --------- | --- |
| Mike McFarlane                                                               | 100m (m)                 | 5e        | serie 1: 3de in 10,47 kwartfinale 5: 4de in 10,36 halve finale 2: 3de in 10,45 finale: 5de in 10,27           |
| Donovan Reid                                                                 | 100m (m)                 | 7e        | serie 5: 2de in 10,41 kwartfinale 1: 2de in 10,47 halve finale 1: 3de in 10,32 finale: 7de in 10,33           |
| Allan Wells                                                                  | 100m (m)                 | 16e       | serie 2: 1ste in 10,32 kwartfinale 4: 2de in 10,33 halve finale 2: 8ste in 10,71                              |
| Ade Mafe                                                                     | 200m (m)                 | 8e        | serie 6: 2de in 21,24 kwartfinale 2: 3de in 20,55 halve finale 2: 3de in 20,65 finale: 8ste in 20,85          |
| Luke Watson                                                                  | 200m (m)                 | 22e       | serie 2: 3de in 21,26 kwartfinale 4: 6de in 21,14                                                             |
| Kriss Akabusi                                                                | 400m (m)                 | 14e       | serie 10: 1ste in 45,64 kwartfinale 1: 3de in 45,43 halve finale 2: 7de in 45,69                              |
| Todd Bennett                                                                 | 400m (m)                 | 17e       | serie 9: 3de in 46,09 kwartfinale 3: 5de in 45,51                                                             |
| Philip Brown                                                                 | 400m (m)                 | 29e       | serie 5: 3de in 46,26 kwartfinale 2: 7de in 46,63                                                             |
| Sebastian Coe                                                                | 800m (m)                 | Zilver    | serie 2: 1ste in 1.45,71 kwartfinale 2: 3de in 1.46,75 halve finale 2: 1ste in 1.45,51 finale: 2de in 1.43,64 |
| Peter Elliott                                                                | 800m (m)                 | DNF       | serie 9: 2de in 1.46,98 kwartfinale 1: 4de in 1.45,59 halve finale 1: niet gefinisht                          |
| Steve Ovett                                                                  | 800m (m)                 | 8e        | serie 5: 2de in 1.46,66 kwartfinale 3: 2de in 1.45,72 halve finale 1: 4de in 1.44,81 finale: 8ste in 1.52,28  |
| Sebastian Coe                                                                | 1500m (m)                | Goud      | serie 2: 2de in 3.45,30 halve finale 1: 3de in 3.35,81 finale: 1ste in 3.32,53                                |
| Steve Cram                                                                   | 1500m (m)                | Zilver    | serie 6: 1ste in 3.40,33 halve finale 2: 1ste in 3.36,30 finale: 2de in 3.33,40                               |
| Steve Ovett                                                                  | 1500m (m)                | DNF       | serie 3: 1ste in 3.49,23 halve finale 2: 3de in 3.36,55 finale: niet gefinisht                                |
| Tim Hutchings                                                                | 5000m (m)                | 4e        | serie 1: 3de in 13.46,01 halve finale 2: 5de in 13.28,60 finale: 4de in 13.11,50                              |
| Eamonn Martin                                                                | 5000m (m)                | 13e       | serie 3: 2de in 13.46,16 halve finale 1: 5de in 13.41,70 finale: 13de in 13.53,34                             |
| Dave Moorcroft                                                               | 5000m (m)                | 14e       | serie 4: 2de in 13.51,40 halve finale 2: 2de in 13.28,44 finale: 14de in 14.16,61                             |
| Steve Jones                                                                  | 10000m (m)               | 8e        | serie 3: 4de in 28.15,22 finale: 8ste in 28.28,08                                                             |
| Mike McLeod                                                                  | 10000m (m)               | Zilver    | serie 1: 5de in 28.24,92 finale: 2de in 28.06,22                                                              |
| Nick Rose                                                                    | 10000m (m)               | 12e       | serie 2: 5de in 28.31,13 finale: 12de in 28.31,73                                                             |
| Wilbert Greaves                                                              | 110m horden (m)          | 9e        | serie 2: 3de in 14,04 halve finale 2: 5de in 13,86                                                            |
| Mark Holtom                                                                  | 110m horden (m)          | DSQ       | serie 1: gediskwalificeerd                                                                                    |
| Nigel Walker                                                                 | 110m horden (m)          | DNF       | serie 3: 3de in 14,07 halve finale 1: niet gefinisht                                                          |
| Phil Beattie                                                                 | 400m horden (m)          | 31e       | serie 1: 8ste in 51,27                                                                                        |
| Martin Briggs                                                                | 400m horden (m)          | 25e       | serie 5: 4de in 50,80                                                                                         |
| Martin Gillingham                                                            | 400m horden (m)          | 37e       | serie 3: 6de in 52,15                                                                                         |
| Paul Davies-Hale                                                             | 3000m steeplechase (m)   | 15e       | serie 1: 7de in 8.31,97 halve finale 1: 8ste in 8.26,15                                                       |
| Roger Hackney                                                                | 3000m steeplechase (m)   | 10e       | serie 2: 2de in 8.30,31 halve finale 1: 5de in 8.20,77 finale: 10de in 8.27,10                                |
| Colin Reitz                                                                  | 3000m steeplechase (m)   | 5e        | serie 3: 5de in 8.29,33 halve finale 2: 4de in 8.18,62 finale: 5de in 8.15,48                                 |
| Daley Thompson Donovan Reid Mike McFarlane Allan Wells                       | 4x100m (m)               | 7e        | serie 3: 3de in 39,00 halve finale 2: 2de in 38,67 finale: 7de in 39,13                                       |
| Kriss Akabusi Todd Bennett Phil Brown Garry Cook                             | 4x400m (m)               | Zilver    | serie 2: 1ste in 3.06,10 halve finale 1: 2de in 3.02,98 finale: 2de in 2.59,13                                |
| Hugh Jones                                                                   | marathon (m)             | 12e       | 2:13.57 |
| Geoff Smith                                                                  | marathon (m)             | DNF       | niet gefinisht                                                                                                |
| Charlie Spedding                                                             | marathon (m)             | Brons     | serie 3: 5de in 8.29,33 halve finale 2: 4de in 8.18,62 finale: 5de in 8.15,48                                 |
| Steve Barry                                                                  | 20km snelwandelen (m)    | 24e       | 1:30.46 |
| Ian McCombie                                                                 | 20km snelwandelen (m)    | 19e       | 1:28.53 |
| Philip Vesty                                                                 | 20km snelwandelen (m)    | 13e       | 1:27.28 |
| Chris Maddocks                                                               | 50km snelwandelen (m)    | 16e       | 4:26.33 |
| Keith Connor                                                                 | hink-stap-springen (m)   | Brons     | kwalificatie groep B: 5de met 16,60m finale: 3de met 16,87m                                                   |
| John Herbert                                                                 | hink-stap-springen (m)   | 10e       | kwalificatie groep B: 3de met 16,64m finale: 10de met 16,40m                                                  |
| Eric McCalla                                                                 | hink-stap-springen (m)   | 8e        | kwalificatie groep A: 2de met 17,01m finale: 8ste met 16,66m                                                  |
| Mark Naylor                                                                  | hoogspringen (m)         | DNF       | kwalificatie groep B: geen geldige sprong                                                                     |
| Geoff Parsons                                                                | hoogspringen (m)         | 15e       | kwalificatie groep B: 5de met 2,21m                                                                           |
| Jeff Gutteridge                                                              | polsstokhoogspringen (m) | 11e       | kwalificatie groep B: 4de met 5,30m finale: 11de met 5,10m                                                    |
| Keith Stock                                                                  | polsstokhoogspringen (m) | 15e       | kwalificatie groep B: 7de met 5,20m                                                                           |
| Richard Slaney                                                               | discuswerpen (m)         | 15e       | kwalificatie groep B: 8ste met 57,66m                                                                         |
| Robert Weir                                                                  | discuswerpen (m)         | 10e       | kwalificatie groep A: 4de met 60,92m finale: 10de met 61,36m                                                  |
| Roald Bradstock                                                              | speerwerpen (m)          | 7e        | kwalificatie groep A: 1ste met 83,06m finale: 7de met 81,22m                                                  |
| David Ottley                                                                 | speerwerpen (m)          | Zilver    | kwalificatie groep B: 2de met 85,68m finale: 2de met 85,74m                                                   |
| Martin Girvan                                                                | kogelslingeren (m)       | 9e        | kwalificatie groep B: 6de met 72,66m finale: 9de met 72,32m                                                   |
| Matthew Mileham                                                              | kogelslingeren (m)       | DNF       | kwalificatie groep A: 5de met 71,80m finale: geen geldige poging                                              |
| Robert Weir                                                                  | kogelslingeren (m)       | 8e        | kwalificatie groep B: 5de met 73,04m finale: 8ste met 72,62m                                                  |
| Colin Boreham                                                                | tienkamp (m)             | 20e       | 7485 punten                                                                                                   |
| Bradley McStravick                                                           | tienkamp (m)             | 11e       | 7890 punten                                                                                                   |
| Daley Thompson                                                               | tienkamp (m)             | Goud      | 8798 punten                                                                                                   |
|                                                                              |                          |           | |
| Heather Oakes                                                                | 100m (v)                 | 7e        | serie 3: 3de in 11,32 kwartfinale 3: 3de in 11,54 halve finale 2: 4de in 11,57 finale: 7de in 11,43           |
| Shirley Thomas                                                               | 100m (v)                 | 27e       | serie 5: 3de in 11,91 kwartfinale 2: 7de in 12,13                                                             |
| Joan Baptiste                                                                | 200m (v)                 | 10e       | serie 1: 2de in 23,31 kwartfinale 4: 2de in 23,11 halve finale 1: 5de in 22,86                                |
| Kathy Cook                                                                   | 200m (v)                 | 27e       | serie 6: 1ste in 23,71 kwartfinale 2: 3de in 23,02 halve finale 2: 2de in 22,38 finale: 4de in 22,10          |
| Sandra Whittaker                                                             | 200m (v)                 | 17e       | serie 5: 3de in 23,22 kwartfinale 1: 5de in 22,98                                                             |
| Helen Barnett                                                                | 400m (v)                 | 12e       | serie 3: 3de in 52,94 halve finale 2: 8ste in 52,26                                                           |
| Kathy Cook                                                                   | 400m (v)                 | Zilver    | serie 2: 2de in 52,64 halve finale 1: 2de in 51,49 finale: 2de in 51,49                                       |
| Michelle Scutt                                                               | 400m (v)                 | 10e       | serie 4: 4de in 52,89 halve finale 2: 6de in 52,07                                                            |
| Lorraine Baker                                                               | 800m (v)                 | 5e        | serie 2: 3de in 2.01,73 halve finale 2: 4de in 2.00,66 finale: 5de in 2.00,03                                 |
| Christine Benning                                                            | 1500m (v)                | 5e        | serie 1: 1ste in 4.10,48 finale: 5de in 4.04,70                                                               |
| Christina Boxer                                                              | 1500m (v)                | 6e        | serie 2: 4de in 4.07,40 finale: 6de in 4.05,53                                                                |
| Lynne MacDougall                                                             | 1500m (v)                | 11e       | serie 2: 5de in 4.09,08 finale: 11de in 4.10,58                                                               |
| Zola Budd                                                                    | 3000m (v)                | 7e        | serie 3: 3de in 8.44,62 finale: 7de in 8.48,80                                                                |
| Jane Furniss                                                                 | 3000m (v)                | 13e       | serie 1: 6de in 8.48,00                                                                                       |
| Wendy Sly                                                                    | 3000m (v)                | Zilver    | serie 2: 3de in 8.58,66 finale: 2de in 8.39,47                                                                |
| Sharon Danville                                                              | 100m horden (v)          | 9e        | serie 1: 3de in 13,46 halve finale 2: 5de in 13,35                                                            |
| Shirley Strong                                                               | 100m horden (v)          | Zilver    | serie 2: 1ste in 12,86 halve finale 1: 2de in 13,16 finale: 2de in 12,88                                      |
| Susan Morley                                                                 | 400m horden (v)          | 11e       | serie 4: 3de in 58,71 halve finale 1: 7de in 56,67                                                            |
| Gladys Taylor                                                                | 400m horden (v)          | 12e       | serie 2: 4de in 57,64 halve finale 2: 5de in 56,72                                                            |
| Beverley Goddard-Callender Heather Hunte Simmone Jacobs Kathy Smallwood-Cook | 4x100m (v)               | Brons     | serie 1: 2de in 43,47 finale: 3de in 43,11                                                                    |
| Michelle Scutt Helen Barnett Gladys Taylor Joslyn Hoyte-Smith                | 4x400m (v)               | 4e        | serie 1: 3de in 3.27,68 finale: 4de in 3.25,51                                                                |
| Sarah Rowell                                                                 | marathon (v)             | 14e       | 2:34.08 |
| Joyce Smith                                                                  | marathon (v)             | 11e       | 2:32.48 |
| Priscilla Welch                                                              | marathon (v)             | 6e        | 2:28.54 |
| Sue Hearnshaw                                                                | verspringen (v)          | Brons     | kwalificatie groep B: 1ste met 6,64m finale: 3de met 6,80m                                                    |
| Diana Elliott                                                                | hoogspringen (v)         | 9e        | kwalificatie groep B: 5de met 1,90m finale: 9de met 1,88m                                                     |
| Judy Simpson                                                                 | hoogspringen (v)         | 19e       | kwalificatie groep A: 11de met 1,84m                                                                          |
| Venissa Head                                                                 | kogelstoten (v)          | 6e        | 17,90m |
| Judy Oakes                                                                   | kogelstoten (v)          | 4e        | 18,14m |
| Venissa Head                                                                 | discuswerpen (v)         | 7e        | kwalificatie groep A: 6de met 55,24m finale: 7de met 58,18m                                                   |
| Meg Ritchie                                                                  | discuswerpen (v)         | 5e        | kwalificatie groep B: 2de met 56,00m finale: 5de met 62,58m                                                   |
| Sharon Gibson                                                                | speerwerpen (v)          | 9e        | kwalificatie groep B: 5de met 60,88m finale: 9de met 59,66m                                                   |
| Tessa Sanderson                                                              | speerwerpen (v)          | Goud      | kwalificatie groep B: 3de met 61,58m finale: 1ste met 69,56m                                                  |
| Fatima Whitbread                                                             | speerwerpen (v)          | Brons     | kwalificatie groep A: 1ste met 65,30m finale: 3de met 67,14m                                                  |
| Kim Hagger                                                                   | vijfkamp (v)             | 8e        | 6127 punten                                                                                                   |
| Judy Simpson                                                                 | vijfkamp (v)             | 5e        | 6280 punten                                                                                                   |

### Boksen
| Olympiër         | Discipline  | Resultaat | Prestatie |
| ---------------- | ----------- | --------- | --- |
| John Lyon        | -48kg (m)   | 5e        | 1ste ronde: W van SUD Akomi: 5-0 2de ronde: W van ISR Ben-Haim: 5-0 kwartfinale: V van USA Gonzales: 1-4                  |
| Pat Clinton      | -51kg (m)   | 9e        | 1ste ronde: W van SWZ Makhanya: 5-0 2de ronde: V van YUG Redzeopovski: knock-out                                          |
| John Hyland      | -54kg (m)   | 17e       | 1ste ronde: vrij 2de ronde: V van KOR Kil                                                                                 |
| Kevin Taylor     | -57kg (m)   | 9e        | 1ste ronde: vrij 2de ronde: W van SWZ Magagula: 5-0 3de ronde: V van KOR Park: 2-3                                        |
| Alex Dickson     | -60kg (m)   | 9e        | 1ste ronde: vrij 2de ronde: W van GAB Ollo: 5-0 3de ronde: V van PUR Ortiz: knock-out                                     |
| David Griffiths  | -63,5kg (m) | 9e        | 1ste ronde: vrij 2de ronde: W van ISV Charleswell: 5-0 3de ronde: V van THA Umponmaha: 1-4                                |
| Michael Hughes   | -67kg (m)   | 17e       | 1ste ronde: W van MAD Rasamimanan: 5-0 2de ronde: V van ROU Obreja: 0-5                                                   |
| Rod Douglas      | -71kg (m)   | 5e        | 1ste ronde: vrij 2de ronde: W van KEN Okumu: 4-1 3de ronde: W van JPN Ogiwara: 4-1 kwartfinale: V van CAN O'Sullivan: 0-5 |
| Brian Schumacher | -75kg (m)   | 9e        | 1ste ronde: vrij 2de ronde: V van USA Hill: 0-5                                                                           |
| Anthony Wilson   | -81kg (m)   | 5e        | 1ste ronde: vrij 2de ronde: W van ARG Oviedo: scheidsrechterlijke beslissing kwartfinale: V van ALG Moussa: 0-5           |
| Douglas Young    | -91kg (m)   | 9e        | 1ste ronde: vrij 2de ronde: V van GRE Stefanopoulos: knock-out                                                            |
| Robert Wells     | +91kg (m)   | Brons     | 1ste ronde: vrij kwartfinale: W van TGA Pulu: knock-out halve finale: V van ITA Damiani: scheidsrechterlijke beslissing   |

### Boogschieten
| Olympiër          | Discipline      | Resultaat | Prestatie                                                                              |
| ----------------- | --------------- | --------- | -------------------------------------------------------------------------------------- |
| Peter Gillam      | individueel (m) | 30e       | 1ste ronde: 29ste met 1223 punten 2de ronde: 32ste met 1212 punten totaal: 2435 punten |
| Steven Hallard    | individueel (m) | 21e       | 1ste ronde: 18de met 1235 punten 2de ronde: 20ste met 1238 punten totaal: 2473 punten  |
| Richard Priestman | individueel (m) | 48e       | 1ste ronde: 48ste met 1172 punten 2de ronde: 47ste met 1167 punten totaal: 2339 punten |
|                   |                 |           |                                                                                        |
| Angela Goodall    | individueel (v) | 30e       | 1ste ronde: 28ste met 1209 punten 2de ronde: 30ste met 1192 punten totaal: 2401 punten |
| Eileen Robinson   | individueel (v) | 29e       | 1ste ronde: 32ste met 1198 punten 2de ronde: 25ste met 1210 punten totaal: 2408 punten |
| Susan Wilcox      | individueel (v) | 31e       | 1ste ronde: 14de met 1231 punten 2de ronde: 36ste met 1167 punten totaal: 2398 punten  |

### Gewichtheffen
| Olympiër        | Discipline  | Resultaat | Prestatie                                                        |
| --------------- | ----------- | --------- | ---------------------------------------------------------------- |
| Geoffrey Laws   | -60kg (m)   | 12e       | trekken: 11de met 112,5kg stoten: 11de met 137,5kg totaal: 250kg |
| Dean Willey     | -67,5kg (m) | 4e        | trekken: 3de met 140kg stoten: 4de met 170kg totaal: 310kg       |
| David Morgan    | -75kg (m)   | 4e        | trekken: 7de met 145kg stoten: 3de met 185kg totaal: 330kg       |
| Stephan Pinsent | -75kg (m)   | 11e       | trekken: 9de met 137,5kg stoten: 10de met 170kg totaal: 307,5kg  |
| Newton Burrowes | -82,5kg (m) | 4e        | trekken: 5de met 147,5kg stoten: 5de met 180kg totaal: 327,5kg   |
| Anthony Supple  | -82,5kg (m) | 12e       | trekken: 13de met 135kg stoten: 14de met 172,5kg totaal: 307,5kg |
| Keith Boxell    | -90kg (m)   | 10e       | trekken: 8ste met 150kg stoten: 9de met 192,5kg totaal: 342,5kg  |
| David Mercer    | -90kg (m)   | Brons     | trekken: 3de met 157,5kg stoten: 3de met 195kg totaal: 352,5kg   |
| Peter Pinsent   | -100kg (m)  | DNF       | trekken: 8ste met 157,5kg stoten: geen geldige poging            |
| Gary Taylor     | -110kg (m)  | DNF       | trekken: 2de met 170kg stoten: geen geldige poging               |

### Gymnastiek
| Olympiër                                                                              | Discipline               | Resultaat | Prestatie                                                              |
| Ritmisch                                                                              | Ritmisch                 | Ritmisch  | Ritmisch                                                               |
| ------------------------------------------------------------------------------------- | ------------------------ | --------- | ---------------------------------------------------------------------- |
| Jacquie Leavy                                                                         | individueel (v)          | 31e       | kwalificatie: 31ste met 35,10 punten                                   |
| Lorraine Priest                                                                       | individueel (v)          | 28e       | kwalificatie: 28ste met 35,25 punten                                   |
| Turnen                                                                                |                          |           |                                                                        |
| Terry Bartlett                                                                        | individuele meerkamp (m) | 36e       | kwalificatie: 40ste met 114,95 punten finale: 36ste met 76,375 punten  |
| Richard Benyon                                                                        | individuele meerkamp (m) | 64e       | kwalificatie: 64ste met 111,85 punten                                  |
| Keith Langley                                                                         | individuele meerkamp (m) | 34e       | kwalificatie: 50ste met 114,10 punten finale: 34ste met 113,350 punten |
| Andrew Morris                                                                         | individuele meerkamp (m) | 24e       | kwalificatie: 47ste met 114,40 punten finale: 24ste met 114,900 punten |
| Eddie Van Hooft                                                                       | individuele meerkamp (m) | 69e       | kwalificatie: 69ste met 110,25 punten                                  |
| Barry Winch                                                                           | individuele meerkamp (m) | 54e       | kwalificatie: 54ste met 113,90 punten                                  |
| Terry Bartlett Richard Benyon Keith Langley Andrew Morris Eddie Van Hooft Barry Winch | meerkamp team (m)        | 9e        | 571,00 punten                                                          |
|                                                                                       |                          |           |                                                                        |
| Natalie Davies                                                                        | individuele meerkamp (v) | 19e       | kwalificatie: 30ste met 75,05 punten finale: 36ste met 76,375 punten   |
| Amanda Harrison                                                                       | individuele meerkamp (v) | 22e       | kwalificatie: 38ste met 74,55 punten finale: 34ste met 113,350 punten  |
| Sally Larner                                                                          | individuele meerkamp (v) | 48e       | kwalificatie: 48ste met 73,60 punten                                   |
| Hayley Price                                                                          | individuele meerkamp (v) | 43e       | kwalificatie: 43ste met 74,05 punten                                   |
| Kathy Williams                                                                        | individuele meerkamp (v) | 25e       | kwalificatie: 39ste met 74,45 punten finale: 24ste met 114,900 punten  |
| Lisa Young                                                                            | individuele meerkamp (v) | 43e       | kwalificatie: 43ste met 74,05 punten                                   |
| Natalie Davies Amanda Harrison Sally Larner Hayley Price Kathy Williams Lisa Youn     | meerkamp team (v)        | 7e        | 373,85 punten                                                          |

### Hockey
| Olympiër | Discipline | Resultaat | Prestatie |
| --- | ---------- | --------- | --- |
| Ian Taylor Veryan Pappin Stephen Martin Paul Barber Robert Cattrall Jon Potter Richard Dodds Billy McConnell Norman Hughes David Westcott Richard Leman Stephen Batchelor Sean Kerly James Duthie Kulbir Bhaura Mark Precious | mannen     | Brons     | groep B: 1ste W van Kenia: 2-1 W van Canada: 3-1 W van Nieuw-Zeeland: 1-0 W van Nederland: 3-2 G van Pakistan: 0-0 halve finale: V van Bondsrepubliek Duitsland: 0-1 bronzen finale: W van Australië: 3-2 |

| Groep B |                  |             |             |             |             |            |            |            |        |
| #       | Land             | Wedstrijden | Wedstrijden | Wedstrijden | Wedstrijden | Doelpunten | Doelpunten | Doelpunten | Punten |
| #       | Land             | G           | W           | G           | V           | V          | T          | Saldo      | Punten |
| 1       | Groot-Brittannië | 5           | 4           | 1           | 0           | 10         | 5          | +5         | 9      |
| 2       | Pakistan         | 5           | 2           | 3           | 0           | 16         | 7          | +9         | 7      |
| 3       | Nederland        | 5           | 3           | 1           | 1           | 16         | 9          | +7         | 7      |
| 4       | Nieuw-Zeeland    | 5           | 1           | 2           | 2           | 10         | 10         | 0          | 4      |
| 5       | Kenia            | 5           | 1           | 0           | 4           | 5          | 14         | -9         | 2      |
| 6       | Canada           | 5           | 0           | 1           | 4           | 7          | 19         | -12        | 1      |

| Ronde          | Datum       | Plaats                   | Land | Score            | Land |
| -------------- | ----------- | ------------------------ | ---- | ---------------- | ---- |
| Groepsfase     |             |                          |      |                  |      |
| 30 juli        | Los Angeles | Groot-Brittannië         | 2-1  | Kenia            |      |
| 1 augustus     | Los Angeles | Canada                   | 1-3  | Groot-Brittannië |      |
| 3 augustus     | Los Angeles | Groot-Brittannië         | 1-0  | Nieuw-Zeeland    |      |
| 5 augustus     | Los Angeles | Nederland                | 3-4  | Groot-Brittannië |      |
| 7 augustus     | Los Angeles | Groot-Brittannië         | 0-0  | Pakistan         |      |
| Halve finale   |             |                          |      |                  |      |
| 9 augustus     | Los Angeles | Bondsrepubliek Duitsland | 1-0  | Groot-Brittannië |      |
| Bronzen finale |             |                          |      |                  |      |
| 11 augustus    | Los Angeles | AUS                      | 2-3  | Groot-Brittannië |      |

### Judo
| Olympiër           | Discipline      | Resultaat | Prestatie |
| ------------------ | --------------- | --------- | --------- |
| Neil Eckersley     | -60kg (m)       | Brons     |           |
| Stephen Gawthorpe  | -65kg (m)       | 5e        |           |
| Kerrith Brown      | -71kg (m)       | Brons     |           |
| Neil Adams         | -78kg (m)       | Zilver    |           |
| Densign White      | -86kg (m)       | 5e        |           |
| Nicholas Kokotaylo | -95kg (m)       | 11e       |           |
| Elvis Gordon       | +95kg (m)       | 11e       |           |
| Paul Radburn       | open klasse (m) | 5e        |           |

### Kanovaren
| Olympiër                                                 | Discipline    | Resultaat | Prestatie                                                                                                   |
| -------------------------------------------------------- | ------------- | --------- | --- |
| Stephen Train                                            | C-1 500m (m)  | 11e       | serie 1: 5de in 2.08,80 herkansingen: 1ste in 2.12,69 halve finale 1: 4de in 2.06,01                        |
| Stephen Train                                            | C-1 1000m (m) | 6e        | serie 1: 4de in 4.21,71 herkansingen: 1ste in 4.23,15 finale: 6de in 4.16,64                                |
| Eric Jamieson Andrew Train                               | C-2 500m (m)  | 7e        | serie 2: 3de in 1.52,22 finale: 7de in 1.49,59                                                              |
| Andrew Train Stephen Train                               | C-2 500m (m)  | 7e        | serie 1: 2de in 3.59,70 finale: 9de in 3.58,62                                                              |
| David Upson                                              | K-1 500m (m)  | 5e        | serie 2: 4de in 1.52,55 herkansingen: 2de in 1.54,72 halve finale 2: 3de in 1.49,26 finale: 5de in 1.49,32  |
| Stephen Jackson                                          | K-1 1000m (m) | 8e        | serie 2: 2de in 3.55,12 halve finale 3: 1ste in 3.56,57 finale: 8ste in 3.52,25                             |
| Andrew Sheriff Jeremy West                               | K-2 500m (m)  | 5e        | serie 3: 1ste in 1.37,54 halve finale 3: 1ste in 1.36,56 finale: 8ste in 1.36,73                            |
| Christopher Canham Jan Raciborski                        | K-2 1000m (m) | 13e       | serie 3: 3de in 3.35,93 halve finale 1: 4de in 3.35,77                                                      |
| Grayson Bourne Andrew Sheriff Kevin Smith Jeremy West    | K-4 1000m (m) | 5e        | serie 1: 7de in 3.21,05 herkansingen: 1ste in 3.18,67 halve finale 1: 3de in 3.07,52 finale: 5de in 3.04,59 |
|                                                          |               |           | |
| Lesley Smither                                           | K-1 500m (v)  | 9e        | serie 1: 5de in 2.10,81 halve finale: 3de in 2.03,80 finale: 8st in 2.04,09                                 |
| Lucy Perrett Lesley Smither                              | K-2 500m (v)  | 8e        | serie 1: 3de in 1.54,98 finale: 8ste in 1.51,73                                                             |
| Janine Lawler Lucy Perrett Lesley Smither Deborah Watson | K-4 500m (v)  | 7e        | 1.46,30 |

### Moderne vijfkamp
| Olympiër                                       | Discipline      | Resultaat | Prestatie    |
| ---------------------------------------------- | --------------- | --------- | ------------ |
| Michael Mumford                                | individueel (m) | 24e       | 4940 punten  |
| Richard Phelps                                 | individueel (m) | 4e        | 5391 punten  |
| Stephen Sowerby                                | individueel (m) | 37e       | 4563 punten  |
| Michael Mumford Richard Phelps Stephen Sowerby | team (m)        | 7e        | 14894 punten |

### Paardensport
| Olympiër                                                     | Discipline  | Resultaat | Prestatie                                                                                          |
| Dressuur                                                     | Dressuur    | Dressuur  | Dressuur                                                                                           |
| ------------------------------------------------------------ | ----------- | --------- | -------------------------------------------------------------------------------------------------- |
| Christopher Bartle                                           | individueel | 6e        | kwalificatie: 11de met 1547 punten                                                                 |
| Jane Bartle-Wilson                                           | individueel | 23e       | kwalificatie: 23ste met 1489 punten                                                                |
| Jennie Loriston-Clarke                                       | individueel | 30e       | kwalificatie: 30ste met 1427 punten                                                                |
| Christopher Bartle Jane Bartle-Wilson Jennie Loriston-Clarke | team        | 8e        | 4463 punten                                                                                        |
| Eventing                                                     |             |           | |
| Diana Clapham                                                | individueel | 32e       | 165,20 strafpunten                                                                                 |
| Virginia Holgate-Leng                                        | individueel | Brons     | 56,80 strafpunten                                                                                  |
| Lucinda Prior-Palmer-Green                                   | individueel | 6e        | 63,80 strafpunten                                                                                  |
| Ian Stark                                                    | individueel | 9e        | 68,60 strafpunten                                                                                  |
| Diana Clapham Lucinda Green Virginia Holgate-Leng Ian Stark  | team        | Zilver    | 189,20 strafpunten                                                                                 |
| Springconcours                                               |             |           | |
| Tim Grubb                                                    | individueel | 13e       | 1ste ronde: 13de met 8,25 strafpunten 2de ronde: 20ste met 9 strafpunten totaal: 17,25 strafpunten |
| John Whitaker                                                | individueel | 14e       | 1ste ronde: 15de met 12 strafpunten 2de ronde: 10de met 8 strafpunten totaal: 20 strafpunten       |
| Michael Whitaker                                             | individueel | 24e       | 1ste ronde: 1ste met 0 strafpunten 2de ronde: 26ste met 28,50 strafpunten totaal: 28,5 strafpunten |
| Timothy Grubb Steven Smith John Whitaker Michael Whitaker    | team        | Zilver    | 1ste ronde: 4de met 24 strafpunten 2de ronde: 2de met 12,75 strafpunten: totaal: 36,75 strafpunten |

### Roeien
| Olympiër | Discipline      | Resultaat | Prestatie                                                                       |
| --- | --------------- | --------- | ------------------------------------------------------------------------------- |
| John Beattie Richard Stanhope | twee-zonder (m) | 12e       | serie 3: 3de in 7.16,39 halve finale 2: 6de in 7.09,17 finale B: 6de in 7.08,07 |
| Adrian Genziani Bill Lang Alan Inns                                                                                               | twee-met (m)    | 8e        | serie 2: 3de in 7.20,51 herkansingen: 4de in 7.38,20 finale B: 2de in 7.27,57   |
| Jonathan Clift John Garrett Martin Knight John Bland                                                                              | vier-zonder (m) | 9e        | serie 2: 5de in 6.23,95 herkansingen: 4de in 6.32,84 finale B: 3de in 6.32,13   |
| Richard Budgett Martin Cross Adrian Ellison Andy Holmes Steve Redgrave                                                            | vier-met (m)    | Goud      | serie 2: 1ste in 6.18,79 finale: 1ste in 6.18,64                                |
| Duncan McDougall Chris Mahoney Salih Hassan Clive Roberts Adam Clift John Pritchard Malcolm McGowan Allan Whitwell Colin Moynihan | acht (m)        | 5e        | serie 1: 3de in 5.55,18 herkansingen: 3de in 6.00,45 finale: 5de in 5.47,01     |
| |                 |           |                                                                                 |
| Beryl Mitchell | skiff (v)       | 6e        | serie 2: 1ste in 3.45,18 halve finale 2: 3de in 3.56,59 finale: 6de in 3.51,20  |
| Nonie Ray Sally Bloomfield | dubbel-twee (v) | 8e        | serie 1: 4de in 3.37,72 herkansingen: 6de                                       |
| Kate Panter Ruth Howe | twee-zonder (v) | 6e        | 3.48,53                                                                         |
| Teresa Millar Jean Genchi Joanna Toch Katie Ball Kathy Talbot                                                                     | vier-met (v)    | 7e        | serie 2: 4de in 3.32,27 herkansingen: 3de in 3.33,42 finale B: 1ste in 3.33,72  |
| Alexa Forbes Kate McNicol Kate Holroyd Belinda Holmes Sarah Hunter-Jones Astrid Ayling Ann Callaway Gillian Hodges Sue Bailey     | acht (v)        | 5e        | 3.04,51                                                                         |

### Schermen
| Olympiër                                                                | Discipline      | Resultaat | Prestatie |
| ----------------------------------------------------------------------- | --------------- | --------- | --- |
| John Llewellyn                                                          | degen (m)       | 61e       | 1ste ronde groep 3: 1ste met 3 overwinningen kwartfinale 2: 3de met 4 overwinningen halve finale 2: 6de met 1 overwinning    |
| Steven Paul                                                             | degen (m)       | 20e       | 1ste ronde groep 9: 1ste met 4 overwinningen kwartfinale 4: 3de met 2 overwinningen halve finale 2: 5de met 1 overwinning    |
| Jonathan Stanbury                                                       | degen (m)       | 22e       | 1ste ronde groep 1: 5de met 0 overwinningen                                                                                  |
| Ralph Johnson John Llewellyn Neal Mallett Steven Paul Jonathan Stanbury | degen team (m)  | 8e        | 1ste ronde groep 2: 2de met 2 overwinningen                                                                                  |
| Nick Bell                                                               | floret (m)      | 31e       | 1ste ronde groep 6: 3de met 3 overwinningen kwartfinale 5: 5de met 1 overwinning                                             |
| Bill Gosbee                                                             | floret (m)      | 23e       | 1ste ronde groep 10: 1ste met 4 overwinningen kwartfinale 6: 2de met 3 overwinningen halve finale 1: 6de met 0 overwinningen |
| Pierre Harper                                                           | floret (m)      | 26e       | 1ste ronde groep 8: 1ste met 4 overwinningen kwartfinale 8: 4de met 2 overwinningen                                          |
| Bill Gosbee Pierre Harper Nick Bell Rob Bruniges Graham Paul            | floret team (m) | 6e        | 1ste ronde groep 2: 3de met 1 overwinning                                                                                    |
| Richard Cohen                                                           | sabel (m)       | 21e       | 1ste ronde groep 5: 4de met 1 overwinning kwartfinale 2: 3de met 2 overwinningen halve finale 1: 5de met 1 overwinning       |
| Mark Slade                                                              | sabel (m)       | 18e       | 1ste ronde groep 6: 3de met 2 overwinningen kwartfinale 5: 4de met 2 overwinningen halve finale 4: 5de met 2 overwinningen   |
| John Zarno                                                              | sabel (m)       | 23e       | 1ste ronde groep 2: 5de met 2 overwinningen kwartfinale 4: 4de met 1 overwinning halve finale 1: 6de met 0 overwinningen     |
| Richard Cohen Paul Klenerman Jim Philbin Mark Slade John Zarno          | sabel team (m)  | 8e        | 1ste ronde groep 2: 4de met 0 overwinningen                                                                                  |
|                                                                         |                 |           | |
| Linda Ann Martin                                                        | floret (v)      | 10e       | 1ste ronde groep 2: 3de met 4overwinningen kwartfinale 6: 3de met 2 overwinningen halve finale 3: 4de met 2 overwinningen    |
| Fiona McIntosh                                                          | floret (v)      | 22e       | 1ste ronde groep 6: 3de met 4 overwinningen kwartfinale 2: 3de met 1 overwinning halve finale 2: 6de met 0 overwinningen     |
| Liz Thurley                                                             | floret (v)      | 16e       | 1ste ronde groep 5: 2de met 5 overwinningen kwartfinale 5: 3de met 2 overwinningen halve finale 4: 3de met 4 overwinningen   |
| Ann Brannon Linda Ann Martin Fiona McIntosh Liz Thurley Katie Arup      | floret team (v) | 7e        | 1ste ronde groep 1: 3de met 0 overwinningen                                                                                  |

### Schietsport
| Olympiër            | Discipline                 | Resultaat | Prestatie                          |
| ------------------- | -------------------------- | --------- | ---------------------------------- |
| Malcolm Cooper      | 10m luchtgeweer (m)        | 15e       | 579 punten: (99-98-97-98-94-93)    |
| Barry Dagger        | 10m luchtgeweer (m)        | Brons     | 587 punten: (98-100-99-98-96-96)   |
| Alister Allan       | 50m geweer 3 houdingen (m) | Brons     | 1162 punten: (392-392-378)         |
| Malcolm Cooper      | 50m geweer 3 houdingen (m) | Goud      | 1173 punten: (397-395-381)         |
| Alister Allan       | 50m geweer liggend (m)     | 4e        | 595 punten: (99-99-98-100-100-99)  |
| Michael Sullivan    | 50m geweer liggend (m)     | Brons     | 596 punten: (100-99-98-100-99-100) |
| Geoffrey Robinson   | 50m pistool (m)            | 46e       | 521 punten: (91-85-90-89-83-83)    |
| Arthur Spencer      | 50m pistool (m)            | 27e       | 543 punten: (85-91-93-94-92-88)    |
| John Cooke          | 25m snelvuurpistool (m)    | 23e       | 583 punten: (289-294)              |
| Graham Harvey       | 25m snelvuurpistool (m)    | 23e       | 583 punten: (291-292)              |
| David Chapman       | 50m bewegend doel (m)      | 15e       | 569 punten: (288-281)              |
| Michael Meggison    | 50m bewegend doel (m)      | 22e       | 526 punten: (268-258)              |
|                     |                            |           |                                    |
| Sarah Cooper        | 10m luchtgeweer (v)        | 25e       | 374 punten: (94-95-94-91)          |
| Irene Daw           | 10m luchtgeweer (v)        | 20e       | 378 punten: (97-91-96-94)          |
| Sarah Cooper        | 50m geweer 3 houdingen (v) | 10e       | 568 punten: (196-192-180)          |
| Irene Daw           | 50m geweer 3 houdingen (v) | 25e       | 551 punten: (195-180-176)          |
| Carol Bartlett-Page | 25m pistool (v)            | 12e       | 575 punten: (98-96-95-95-98-93)    |
| Adrienne Bennett    | 25m pistool (v)            | 27e       | 563 punten: (93-94-93-95-94-94)    |
|                     |                            |           |                                    |
| Paul Bentley        | skeet                      | 24e       | 190 punten                         |
| Wallace Sykes       | skeet                      | 11e       | 193 punten                         |
| Peter Boden         | trap                       | 14e       | 185 punten                         |
| Peter Croft         | trap                       | 17e       | 183 punten                         |

### Schoonspringen
| Olympiër          | Discipline    | Resultaat | Prestatie                                                      |
| ----------------- | ------------- | --------- | -------------------------------------------------------------- |
| Christopher Snode | 3m plank (m)  | 5e        | voorronde: 5de met 592,68 punten finale: 5de met 609,51 punten |
| Nigel Stanton     | 3m plank (m)  | 15e       | voorronde: 15de met 521,61 punten                              |
| Bobby Morgan      | 10m toren (m) | 14e       | voorronde: 14de met 474,09 punten                              |
| Christopher Snode | 10m toren (m) | 7e        | voorronde: 6de met 507,96 punten finale: 7de met 524,40 punten |
|                   |               |           |                                                                |
| Alison Childs     | 3m plank (v)  | 5e        | voorronde: 19de met 400,68 punten                              |
| Lindsey Fraser    | 10m toren (v) | 19e       | voorronde: 19de met 295,86 punten                              |
| Carolyn Roscoe    | 10m toren (v) | 18e       | voorronde: 18de met 312,39 punten                              |

### Synchroonzwemmen
| Olympiër                         | Discipline | Resultaat | Prestatie                                                           |
| -------------------------------- | ---------- | --------- | ------------------------------------------------------------------- |
| Caroline Holmyard                | solo       | 6e        | kwalificatie: 5de met 180,400 punten finale: 6de met 182,000 punten |
| Caroline Holmyard Carolyn Wilson | duet       | 4e        | kwalificatie: 4de met 182,250 punten finale: 4de met 184,050 punten |

### Wielersport
| Olympiër                                                   | Discipline                    | Resultaat | Prestatie |
| Baan                                                       | Baan                          | Baan      | Baan |
| ---------------------------------------------------------- | ----------------------------- | --------- | --- |
| Mark Barry                                                 | sprint (m)                    | 11e       | 1ste ronde serie 7: 1ste in 11,84 2de ronde serie 7: V van BEL Orban 2de ronde herkansingen: W van MAS Alwi: 11,64 3de ronde serie 6: 3de 3de ronde herkansingen: 2de |
| Mark Barry                                                 | tijdrit (m)                   | 18e       | 1.09,54 |
| Paul Curran                                                | puntenkoers (m)               | 22e       | serie 1: 9de met 13 punten finale: 22ste met 13 punten |
| Shaun Wallace                                              | puntenkoers (m)               | 21e       | serie 2: 8ste met 1 punt finale: 21ste met 1 punt |
| Steve Bent                                                 | individuele achtervolging (m) | 26e       | kwalificatie: 26ste in 5.02,17 |
| Shaun Wallace                                              | individuele achtervolging (m) | 12e       | kwalificatie: 11de in 4.51,91 1ste ronde: V van AUS Woods: 4.50,80 |
| Steve Bent Paul Curran Mark Noble Adrian Timmis            | ploegenachtervolging (m)      | 12e       | kwalificatie: 12de in 4.36,74 |
| Weg                                                        |                               |           | |
| Mark Bell                                                  | wegwedstrijd (m)              | DNF       | niet gefinisht |
| Neil Martin                                                | wegwedstrijd (m)              | DNF       | niet gefinisht |
| Peter Sanders                                              | wegwedstrijd (m)              | DNF       | niet gefinisht |
| Darryl Webster                                             | wegwedstrijd (m)              | DNF       | niet gefinisht |
| Steven Poulter Keith Reynolds Peter Sanders Darryl Webster | ploegentijdrit (m)            | 8e        | 2:05.51 |
|                                                            |                               |           | |
| Maria Blower                                               | wegwedstrijd (v)              | 29e       | 2:22.03 |
| Linda Gornall                                              | wegwedstrijd (v)              | 17e       | 2:13.28 |
| Muriel Sharp                                               | wegwedstrijd (v)              | 30e       | 2:22.03 |
| Catherine Swinnerton                                       | wegwedstrijd (v)              | 13e       | 2:13.28 |

### Worstelen
| Olympiër         | Discipline  | Resultaat   | Prestatie |
| Vrije stijl      | Vrije stijl | Vrije stijl | Vrije stijl |
| ---------------- | ----------- | ----------- | --- |
| Mark Barry       | -52kg (m)   | 9e          | groep B: 5de W van EGY Ali: 4-0 V van USA Gonzales: 0-4 V van YUG Trstena: 0-4                                                                                |
| Brian Aspen      | -57kg (m)   | 7e          | groep A: 4de W van IRQ Abood: 3-1 V van JPN Tomimaya: 0-4 W van TUR Akgül: 3-1 V van PUR Caceres: 0-4                                                         |
| Mark Dunbar      | -62kg (m)   | 11e         | groep B: 6de V van USA Lewis: 0-4 V van IND Singh: 1-3 |
| Steven Bayliss   | -68kg (m)   | 11e         | groep B: 6de W van ESP Iglesias: 4-0 V van EGY Hamed: 1-3 V van FIN Rauhala: 1-3                                                                              |
| Fitzlloyd Walker | -74kg (m)   | 17e         | groep B: 9de V van CAN Mongeon: 0-4 V van JPN Higuchi: 1-3 |
| Stefan Kurpas    | -82kg (m)   | 9e          | groep B: 5de V van CAN Rinke: 0-4 W van NGR Agogo: 3-0 V van ITA Ortelli: 0-3                                                                                 |
| Noel Loban       | -90kg (m)   | Brons       | groep B: 2de W van FRG Lukowski: 3-0 W van MTN Diallo: 4-0 W van ITA Azzola: 4-0 W van NGR Appah: 4-0 V van JPN Ota: 1-3 bronzen finale: W van CAN Davis: 3-1 |

### Zeilen
| Olympiër                                     | Discipline      | Resultaat | Prestatie                            |
| -------------------------------------------- | --------------- | --------- | ------------------------------------ |
| David Hackford                               | windglider (m)  | 21e       | 145 punten: (DSQ-20-DNF-19-11-10-10) |
|                                              |                 |           |                                      |
| Michael Mcintyre                             | finn            | 7e        | 70,7 punten: (13-15-4-6-4-10-4).     |
| Catherine Foster Peter Newlands              | 470             | 7e        | 70 punten: (14-7-9-5-7-13-1)         |
| Jonathan Richards Peter Allam                | flying dutchman | Brons     | 48,7 punten: (11-3-5-4-4-8-2)        |
| Robert White David Campbell-James            | tornado klasse  | 6e        | 53,7 punten: (2-5-2-8-6-7-7)         |
| lain Woolward John Maddocks                  | star klasse     | 9e        | 78,0 punten: (5-12-8-17-12-5-4)      |
| Christopher Law Edward Leask Jeremy Richards | star klasse     | 4e        | 54,7 punten: (2-8-13-2-YMP-3-7)      |

### Zwemmen
| Olympiër                                              | Discipline            | Resultaat | Prestatie                                                |
| ----------------------------------------------------- | --------------------- | --------- | -------------------------------------------------------- |
| Paul Easter                                           | 100m vrije slag (m)   | 21e       | serie 1: 2de in 51,83                                    |
| David Lowe                                            | 100m vrije slag (m)   | 11e       | serie 4: 1ste in 51,68 finale B: 3de in 51,48            |
| Andrew Astbury                                        | 200m vrije slag (m)   | 15e       | serie 3: 2de in 1.52,01 finale B: 7de in 1.53,02         |
| Paul Easter                                           | 200m vrije slag (m)   | 9e        | serie 2: 1ste in 1.51,80 finale B: 1ste in 1.51,70       |
| Andrew Astbury                                        | 400m vrije slag (m)   | 14e       | serie 3: 4de in 3.58,41 finale B: 6de in 3.58,14         |
| Paul Howe                                             | 400m vrije slag (m)   | 25e       | serie 5: 5de in 4.04,07                                  |
| David Stacey                                          | 1500m vrije slag (m)  | 12e       | serie 4: 4de in 15.30,10                                 |
| Stuart Willmott                                       | 1500m vrije slag (m)  | 21e       | serie 3: 5de in 15.57,79                                 |
| Ian Collins                                           | 100m rugslag (m)      | 28e       | serie 6: 5de in 1.00,08                                  |
| Neil Harper                                           | 100m rugslag (m)      | 17e       | serie 3: 2de in 58,50                                    |
| Neil Cochran                                          | 200m rugslag (m)      | 14e       | serie 4: 3de in 2.05,58 finale B: 6de in 2.05,72         |
| Neil Harper                                           | 200m rugslag (m)      | 24e       | serie 5: 4de in 2.09,48                                  |
| Iain Campbell                                         | 100m schoolslag (m)   | 14e       | serie 7: 3de in 1.04,81 finale B: 6de in 1.05,02         |
| Adrian Moorhouse                                      | 100m schoolslag (m)   | 4e        | serie 3: 1ste in 1.04,06 finale: 4de in 1.03,25          |
| Iain Campbell                                         | 200m schoolslag (m)   | 11e       | serie 3: 2de in 2.20,78 finale B: 3de in 2.20,62         |
| Adrian Moorhouse                                      | 200m schoolslag (m)   | 9e        | serie 6: 2de in 2.19,83 finale B: 1ste in 2.18,83        |
| Ian Collins                                           | 100m vlinderslag (m)  | 23e       | serie 6: 4de in 56,41                                    |
| Andy Jameson                                          | 100m vlinderslag (m)  | 5e        | serie 4: 1ste in 54,59 (NR) finale: 5de in 54,28 (NR)    |
| Nick Hodgson                                          | 200m vlinderslag (m)  | 11e       | serie 5: 3de in 2.01,64 finale B: 3de in 2.01,24         |
| Philip Hubble                                         | 200m vlinderslag (m)  | 16e       | serie 1: 3de in 2.02,76 finale B: 8ste in 2.03,06        |
| Robin Brew                                            | 200m wisselslag (m)   | 4e        | serie 3: 1ste in 2.03,14 (ER) finale: 4de in 2.04,52     |
| Neil Cochran                                          | 200m wisselslag (m)   | Brons     | serie 1: 1ste in 2.05,39 finale: 3de in 2.04,38          |
| Stephen Poulter                                       | 400m wisselslag (m)   | 4e        | serie 3: 4de in 4.25,38 (NR) finale: 7de in 4.25,80      |
| Stuart Willmott                                       | 400m wisselslag (m)   | 15e       | serie 1: 5de in 4.32,90 finale B: 7de in 4.31,10         |
| David Lowe Roland Lee Paul Easter Richard Burrell     | 4x100m vrije slag (m) | 4e        | serie 3: 3de in 3.24,59 finale: 5de in 3.23,61 (NR)      |
| Andrew Astbury Neil Cochran Paul Easter Paul Howe     | 4x200m vrije slag (m) | Brons     | serie 1: 2de in 7.26,83 (NR) finale: 3de in 7.24,78 (NR) |
| Neil Harper Adrian Moorhouse Andy Jameson David Lowe  | 4x100m wisselslag (m) | 4e        | serie 2: 2de in 3.49,86 finale: 6de in 3.47,39 (NR)      |
|                                                       |                       |           |                                                          |
| June Croft                                            | 100m vrije slag (v)   | 7e        | serie 5: 1ste in 57,12 finale: 7de in 57,11              |
| Nicola Fibbens                                        | 100m vrije slag (v)   | 11e       | serie 5: 2de in 57,80 finale B: 3de in 57,36             |
| Annabelle Cripps                                      | 200m vrije slag (v)   | 15e       | serie 2: 3de in 2.04,44 finale B: 7de in 2.04,90         |
| June Croft                                            | 200m vrije slag (v)   | 6e        | serie 5: 1ste in 2.01,05 finale: 6de in 2.00,64          |
| June Croft                                            | 400m vrije slag (v)   | Brons     | serie 2: 1ste in 4.15,51 finale: 3de in 4.11,49          |
| Sarah Hardcastle                                      | 400m vrije slag (v)   | Zilver    | serie 4: 2de in 4.11,55 (NR) finale: 2de in 4.10,27 (NR) |
| Annabelle Cripps                                      | 800m vrije slag (v)   | 14e       | serie 1: 3de in 8.58,09                                  |
| Sarah Hardcastle                                      | 800m vrije slag (v)   | Brons     | serie 1: 1ste in 8.35,87 finale: 3de in 8.32,60 (NR)     |
| Beverley Rose                                         | 100m rugslag (v)      | 7e        | serie 4: 2de in 1.03,61 (NR) finale: 7de in 1.04,16      |
| Catherine White                                       | 100m rugslag (v)      | 13e       | serie 1: 4de in 1.05,03 finale B: 5de in 1.04,99         |
| Katherine Read                                        | 200m rugslag (v)      | 11e       | serie 4: 3de in 2.18,92 finale B: 3de in 2.18,33         |
| Catherine White                                       | 200m rugslag (v)      | 10e       | serie 2: 4de in 2.18,02 finale B: 2de in 2.17,63         |
| Sandra Bowman                                         | 100m schoolslag (v)   | 17e       | serie 1: 4de in 1.12,92                                  |
| Jean Hill                                             | 100m schoolslag (v)   | 8e        | serie 2: 2de in 1.11,37 finale: 8ste in 1.11,82          |
| Suki Brownsdon                                        | 200m schoolslag (v)   | 7e        | serie 2: 3de in 2.35,54 finale: 7de in 2.35,07           |
| Gaynor Stanley                                        | 200m schoolslag (v)   | 15e       | serie 2: 6de in 2.38,54 finale B: 7de in 2.39,32         |
| Nicola Fibbens                                        | 100m vlinderslag (v)  | 10e       | serie 4: 3de in 1.02,98 finale B: 2de in 1.01,48 (NR)    |
| Ann Osgerby                                           | 100m vlinderslag (v)  | 13e       | serie 5: 3de in 1.03,09 finale B: 5de in 1.02,98         |
| Ann Osgerby                                           | 200m vlinderslag (v)  | 16e       | serie 2: 3de in 2.16,31 finale B: 8ste in 2.19,10        |
| Samantha Purvis                                       | 200m vlinderslag (v)  | 5e        | serie 1: 1ste in 2.11,97 (NR) finale: 5de in 2.12,33     |
| Zara Long                                             | 200m wisselslag (v)   | 14e       | serie 2: 4de in 2.23,89 finale B: 6de in 2.22,25         |
| Gaynor Stanley                                        | 200m wisselslag (v)   | 13e       | serie 1: 4de in 2.24,94 finale B: 5de in 2.21,71         |
| Sarah Hardcastle                                      | 400m wisselslag (v)   | 9e        | serie 3: 5de in 4.55,78 finale B: 1ste in 4.51,55        |
| Gaynor Stanley                                        | 400m wisselslag (v)   | 7e        | serie 1: 3de in 4.53,70 finale: 7de in 4.52,83           |
| Annabelle Cripps Nicola Fibbens Debra Gore June Croft | 4x100m vrije slag (v) | 6e        | serie 2: 4de in 3.51,47 finale: 6de in 3.50,12 (NR)      |
| Beverley Rose Jean Hill Nicola Fibbens June Croft     | 4x100m wisselslag (v) | 4e        | serie 2: 3de in 4.16,83 finale: 4de in 4.14,05           |

Algerije · Amerikaanse Maagdeneilanden · Andorra · Antigua en Barbuda · Argentinië · Australië · Bahama’s · Bahrein · Bangladesh · Barbados · België · Belize · Benin · Bermuda · Bhutan · Birma · Bolivia · Bondsrepubliek Duitsland · Botswana · Brazilië · Britse Maagdeneilanden · Canada · Centraal-Afrikaanse Republiek · Chili · China · Chinees Taipei · Colombia · Congo-Brazzaville · Costa Rica · Cyprus · Denemarken · Djibouti · Dominicaanse Republiek · Ecuador · Egypte · El Salvador · Equatoriaal-Guinea · Fiji · Filipijnen · Finland · Frankrijk · Gabon · Gambia · Ghana · Grenada · Griekenland · Groot-Brittannië · Guatemala · Guinee · Guyana · Haïti · Honduras · Hongkong · Ierland · IJsland · India · Indonesië · Irak · Israël · Italië · Ivoorkust · Jamaica · Japan · Joegoslavië · Jordanië · Kaaimaneilanden · Kameroen · Kenia · Koeweit · Lesotho · Libanon · Liberia · Liechtenstein · Luxemburg · Madagaskar · Malawi · Maleisië · Mali · Malta · Marokko · Mauritanië · Mauritius · Mexico · Monaco · Mozambique · Nederland · Nederlandse Antillen · Nepal · Nicaragua · Nieuw-Zeeland · Niger · Nigeria · Noord-Jemen · Noorwegen · Oeganda · Oman · Oostenrijk · Pakistan · Panama · Papoea-Nieuw-Guinea · Paraguay · Peru · Portugal · Puerto Rico · Qatar · Roemenië · Rwanda · Salomonseilanden · Samoa · San Marino · Saoedi-Arabië · Senegal · Seychellen · Sierra Leone · Singapore · Soedan · Somalië · Spanje · Sri Lanka · Suriname · Swaziland · Syrië · Tanzania · Thailand · Togo · Tonga · Trinidad en Tobago · Tsjaad · Tunesië · Turkije · Uruguay · Venezuela · Verenigde Arabische Emiraten · Verenigde Staten · Zaïre · Zambia · Zimbabwe · Zuid-Korea · Zweden · Zwitserland